# Walam Olum

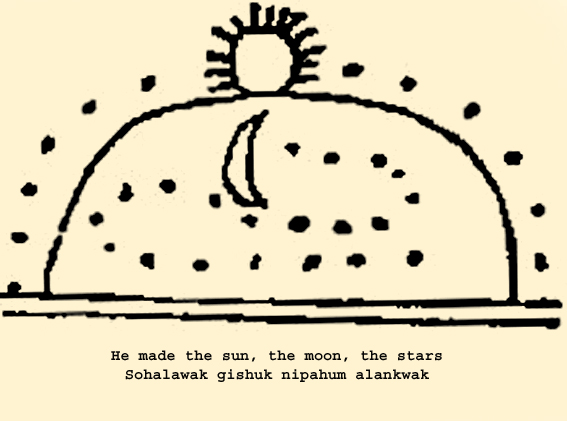
Er schuf die Sonne, den Mond, die Sterne. Ideogramm aus dem Walam Olum

Mit Walam Olum wird eine ideographische Bilderschrift bezeichnet, in der auf fünf Tafeln aus Birkenrinde die Stammeschronik der Lenni Lenape, eines Indianerstammes aus dem Nordosten der USA, dargestellt sein soll, was sich jedoch als Fälschung herausstellte.

## Überblick
Nach dieser ihrer Stammeschronik, die mit der Erschaffung der Welt beginnt, sind die Lenni Lenape einst von Sibirien, quer durch Nordamerika, bis in ihr traditionelles Wohngebiet an der Atlantikküste gezogen. Die Mehrheit der Wissenschaftler ist heute allerdings der Meinung, dass es sich um eine Fälschung handelt. Das Original soll aus hölzernen Tafeln mit ideografischen Darstellungen bestanden haben, mit denen die Geschichte und Migration der Lenni Lenape erzählt wird. Die beschreibenden Texte in der Lenape-Sprache kamen aus einer zweiten Quelle.

## Rafinesques Buch
Im Jahr 1836 wurde ein Buch von Constantine Rafinesque (1783–1840) unter dem Titel The American Nations veröffentlicht, in dem er die rote Bilderschrift der Lenni Lenape entschlüsselte und eine englische Übersetzung des Lenape-Textes lieferte. Der amerikanische Gelehrte wurde in Galata (Türkei) als Sohn einer deutschen Mutter und eines französischen Vaters geboren und zeichnete sich als Genie und Exzentriker aus. Besondere Verdienste hatte er mit der Erforschung der Maya-Schrift erworben. Rafinesque behauptete, die hölzernen Tafeln stammten von einem Dr. Ward aus Indiana, die dieser angeblich im Jahr 1820 von Lenape als Gegenleistung für eine medizinische Behandlung bekommen habe. Die Beschreibung der Ideogramme in der Lenape-Sprache sei erst zwei Jahre später aus einer zweiten Quelle aufgetaucht. Rafinesques Übersetzung der 183 Verse bestand aus weniger als 3000 Wörtern. Im Originalmanuskript, heute in der University of Pennsylvania aufbewahrt, erscheinen die Ideogramme und erklärenden Originaltexte in der Lenape-Sprache neben der englischen Übersetzung.

## Geschichte
Das Walam Olum enthält die Schöpfungsgeschichte, die Sintflut und eine Reihe von Migrationen, die laut Rafinesque in Asien beginnen. Daneben erscheint eine lange Liste der Häuptlinge, die angeblich für den Inhalt verantwortlich sind und vor 1600 gelebt haben. Aus den traditionellen Geschichten der Lenape geht hervor, dass ihre Heimat seit ewigen Zeiten das Gebiet war, in der die heutigen Bundesstaaten New York, Pennsylvania und New Jersey zusammentreffen, das heißt, im nördlichen New Jersey, im südöstlichen New York und östlichen Pennsylvania. Andere Lenape allerdings, die das Walam Olum kennen, glauben an den Inhalt dieser Erzählung.
Trotz der dubiosen Herkunft und der verschwundenen Originaltafeln wurde das Walam Olum viele Jahre lang von Historikern, Anthropologen und Archäologen als echt bezeichnet. Der angesehene amerikanische Archäologe Ephraim George Squier war der erste, der den Text 1849 erneut publizierte. Ihm folgten eine große Anzahl von führenden Wissenschaftlern, die sich mit dem Walam Olum beschäftigten. So veröffentlichte der bekannte Ethnologe Daniel Garrison Brinton im Jahr 1885 eine neue Übersetzung des Textes. 1954 publizierte ein Team von Wissenschaftlern aus verschiedenen Disziplinen sogar eine geänderte Übersetzung mit Kommentaren, gefolgt von Übersetzungen und Kommentaren in anderen Sprachen.

## Kritiker
Nur eine Minderheit der Experten war misstrauisch und bezweifelte seit langem die Echtheit des Walam Olum. Schon 1849 schrieb Henry Rowe Schoolcraft an Ephraim G. Squier, dass er das Dokument für möglicherweise gefälscht ansieht. 1952 erneuerte der Archäologe James Bennett Griffin öffentlich die Zweifel an der Echtheit: Er habe kein Vertrauen in das Walam Olum. Der Historiker William A. Hunter glaubte ebenfalls, dass der Text eine Fälschung sei. Im Jahr 1954 entdeckte der Archäologe John G. Witthoft linguistische und textliche Unstimmigkeiten, doch er konnte seine Kollegen nicht von der Fälschung des Textes überzeugen. Daraufhin kündigte Witthoft 1955 im Journal of American Linguistics ein Walam Olum Projekt an, doch dieses Projekt ist offenbar niemals realisiert worden.

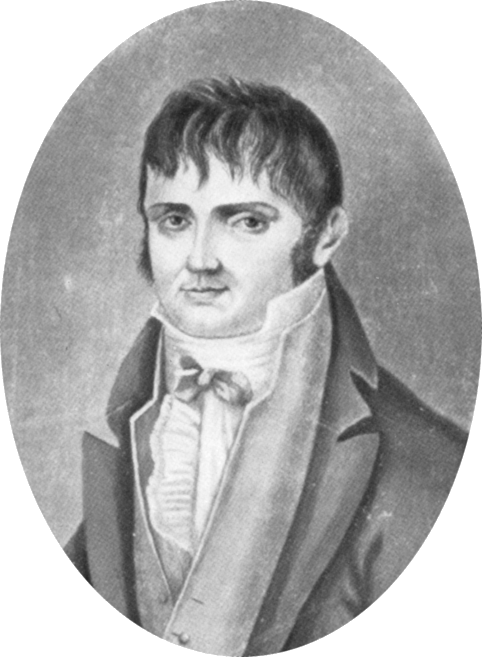
Constantine Samuel Rafinesque

Seine Nachforschungen führten jedoch schließlich zum Nachweis von Unstimmigkeiten. Zum Beispiel fand Witthoft heraus, dass Rafinesque die beschreibenden Verse nach Lenape-Texten zusammengestellt hatte, die schon zuvor gedruckt worden waren. In den 1990er Jahren kamen einige Wissenschaftler zu der Ansicht, das Walam Olum sei ein gut gemachtes Falsifikat. Steven Williams fasste die Beweise gegen die Echtheit des Dokuments in einer 1991 erschienenen Publikation zusammen und stellte es auf eine Stufe mit vielen anderen archäologischen Fälschungen.
Herbert C. Kraft, ein Lenape-Experte, hatte das Dokument ebenfalls schon lange als Fälschung verdächtigt. Kraft stellte Unstimmigkeiten mit archäologischen Untersuchungen fest und zitierte ein Feldexperiment bei den Lenape aus dem Jahr 1985, bei dem die Ethnologen David M. Oestreicher und James Rementer ermittelten, dass die traditionellen Lenape niemals von dem Dokument gehört hatten.
Ungeachtet der Enthüllungen Witthofts und der Zweifel anderer Wissenschaftler waren die Beweise noch immer unzureichend, um eine Fälschung nachzuweisen. 1994 veröffentlichte David M. Oestreicher ein Buch unter dem Titel Unmasking the Walam Olum: A 19th Century Hoax (Demaskierung des Walam Olum: Eine Fälschung aus dem 19. Jahrhundert). Darin versuchte er zu beweisen, dass Rafinesque geschickt Texte aus der Lenape-Sprache übernommen hatte, die zuvor von der American Philosophical Society veröffentlicht wurden. Darüber hinaus seien die Ideogramme Darstellungen aus Publikationen über die ägyptische, chinesische und Maya-Kultur. Oestreicher vermutete auch, dass die Texte ein Konglomerat aus diversen Quellen und verschiedenen Kulturen seien. Rafinesques Motiv für diese Fälschung sei sowohl der Gewinn des International Prix Volney (Internationaler Volney-Preis) in Paris, als auch der Beweis für seine Theorie der indianischen Bevölkerung Amerikas gewesen. Eine Zusammenfassung von Oestreichers Enthüllungen ist Herbert C. Krafts letztes Werk The Lenape Indian Heritage: 10000 BC to AD 2000 (Die Überlieferung der Lenape-Indianer: 10.000 v. Chr. bis 2.000 n. Chr.).
Obwohl Oestreicher überzeugend bewies, dass das Walam Olum keine authentische historische Überlieferung ist und von jemandem erstellt wurde, der nur begrenzte Kenntnisse der Lenape-Sprache hatte, konnte er Rafinesque persönlich die Fälschung nicht nachweisen. Es ist durchaus möglich, dass Rafinesque selbst ein Opfer dieser Fälschung geworden war. Während seiner Zeit in Kentucky wurde Rafinesque des Öfteren zur Zielscheibe von derben Späßen. Ein Beispiel dafür sind die mythischen Vögel und Fische, die von John James Audubon für ihn erfunden wurden, damit er sie als wissenschaftliche Entdeckungen publizierte. Es ist auch wenig wahrscheinlich, dass Rafinesque zehn Jahre seines Lebens geopfert hat, um das Walam Olum zu entschlüsseln, wenn er es gefälscht hätte. Und sicherlich hätte er in seinem Prix Volney Essay im Jahr 1835 darauf verwiesen, wenn er den Inhalt zu dieser Zeit kannte, denn das Thema des Wettbewerbs waren die Algonkin-Sprachen, zu denen auch das Lenape gehört.

## Belege und Anmerkungen
1. ↑  Dieser Artikel ist bis auf einige Ergänzungen eine Übersetzung des Artikels Walam Olum in der englischsprachigen Wikipedia
2. ↑  David M. Oestreicher: Unmasking the Walam Olum: A 19th Century Hoax. In: Bulletin of the Archaeological Society of New Jersey. Band 49, 1994, S. 1–44.
3. ↑  Herbert C. Kraft: The Lenape/Delaware Heritage: 10,000 B.C.–2000 A.D. 2002. Lenape Books.